# Józef Hilary Głowacki
Józef Hilary Głowacki (ur. 14 stycznia 1789 w Mińsku Litewskim, zm. 21 grudnia 1858) – polski dekorator teatralny i malarz.

## Życiorys
Syn dekoratora teatralnego Antoniego Głowackiego (ok. 1750-1811), u którego pobierał pierwsze nauki malarstwa. Już ok. 1807 malowali razem dekoracje dla teatru w Mińsku.  W roku 1808 rozpoczął studia malarskie na Uniwersytecie Wileńskim pod kierunkiem Jana Rustema, kończąc je w 1812.
Już w czasie studiów i po nich projektował i realizował dekoracje dla teatrów wileńskich. Po uzyskaniu dyplomu został, wg Rulikowskiego, wykładowcą perspektywy na Uniwersytecie Wileńskim, jednak Nowak twierdzi, że brak na to źródeł w dokumentacji uczelni z tego okresu. W roku 1818 wykonał malarstwo ścienne w dolnej sali uniwersytetu. W latach 1821–1825 pracował w uniwersyteckim zakładzie litograficznym.
W roku 1826 zamieszkał w Warszawie, gdzie na zlecenie generała Ludwika Michała Paca wykonał cykl siedmiu widoków (niezachowane) z jego dóbr na ścianach pałacu przy ulicy Miodowej. Od 1827 do końca życia był zatrudniony jako dekorator jednocześnie trzech teatrów w Warszawie: Pomarańczarni, Rozmaitości oraz Narodowego. 
Oprócz projektowania dekoracji teatralnych zajmował się w Warszawie na dość dużą skalę litografią, utrwalając wizerunki zarówno zabytków Polski, jak i krajowych aktorów. Był też malarzem i rysownikiem, tworząc portrety, karykatury, ale też sceny rodzajowe i religijne obrazy ołtarzowe oraz plafony. Z rzadka wykonywał miedzioryty.  
Projektował scenografie do oper, m.in. „Łucja z Lammermooru” Gaetano Donizettiego, „Włoszka w Algierze” Gioacchino Rossiniego i „Wolny strzelec” Carla Marii von Webera.
Obrazy i ryciny J. H. Głowackiego znajdują się w zbiorach Muzeum Narodowego w Warszawie, a rysunki w kolekcji Muzeum Narodowego w Krakowie